# Bojkot
Bojkot (ang. boycott) – zmowa, wymierzona przeciwko osobie lub grupie osób, jak też przeciwko pewnym zjawiskom, czynnościom, zwyczajom lub też rzeczom, a mająca na celu uniemożliwienie tym osobom pewnych czynności, usunięcie ich od działalności, wyrugowanie pewnych zjawisk, usunięcie z obiegu pewnych rzeczy i towarów.
Bojkot stosuje się w celu wyrażenia protestu lub wywarcia presji (wymuszenia ustępstw). Bojkotować, tzn. lekceważyć kogoś lub coś, podważać jego rację lub poglądy.
Nazwa „bojkot” pochodzi od nazwiska Charlesa Boycotta, zarządcy majątku w hrabstwie Mayo w Irlandii, który w 1880 r. odmówił swoim dzierżawcom zmniejszenia czynszu, co spowodowało, że wszyscy okoliczni mieszkańcy zerwali z nim stosunki zawodowe i towarzyskie, a przedsiębiorcy zaczęli odmawiać mu świadczenia usług i sprzedaży produktów.
Instytucja jest dużo starsza. Na przykład Pierwszy Kongres Kontynentalny 20 października 1774 uchwalił zakaz sprowadzania towarów z Wielkiej Brytanii.